# Lac du Mis
Le lac du Mis est un plan d'eau artificiel de la municipalité de Sospirolo, dans la province de Belluno en Italie. Il est situé dans les Dolomites.
Le lac est inclus dans le parc national des Dolomites Bellunesi.

## Données techniques
- Lac de retenue
  - Superficie : 1,29 km2
  - Superficie du bassin versant : 108 km2
  - Altitude au réglage maximum : 427 m
  - Altitude au réservoir maximum : 428,4 m
  - Altitude maximale du bassin versant : 2 849 m
  - Profondeur maximale : 88 m
  - Volume : 41,1 millions de mètres cubes[1].
- Barrage
  - Type : voûte double courbure
  - Hauteur du barrage (sur fondations) : 91 m
  - Longueur de crête : 180 m
  - Épaisseur du barrage en crête : 2,30 m
  - Épaisseur du barrage à la base : 10,45 m
  - Volume de béton : 55 000 m3
- Centrale hydroélectrique[2]
  - Nom : Sospirolo
  - Exploitant actuel : ENEL Green Power
  - Puissance installée : 40 MW
  - Production annuelle : 124 GWh

Le barrage de Mis a été construit en 1962 par l'entreprise Torno & C. sur un projet 
conçu par l'Ing. Carlo Semenza assisté des Ingénieurs Guido Oberti pour la structure, Giorgio Dal Piaz, D. Rossi et Edoardo Semenza pour la partie géologie, Pietro Caloi pour la partie sismique, Francesco Marzolo et Augusto Ghetti pour la partie hydraulique pour le compte de la compagnie privée italienne S.A.D.E. SpA.
(NDR : En Italie, la production d'électricité était confiée à des compagnies privées qui, à la suite de la Loi du 27 novembre 1962, ont été nationalisées et les barrages et centrales hydroélectriques transférées à l'entreprise d'État, ENEL. Par comparaison, en France, la nationalisation de l'électricité et du gaz avec la création d'EDF-GDF, est intervenue en 1946).